# Układ SI
|        |          |                               |
| Symbol | Nazwa    | Wielkość                      |
| A      | amper    | natężenie prądu elektrycznego |
| K      | kelwin   | temperatura                   |
| s      | sekunda  | czas                          |
| m      | metr     | długość                       |
| kg     | kilogram | masa                          |
| cd     | kandela  | światłość źródła światła      |
| mol    | mol      | liczność materii              |

Jednostki podstawowe układu SI

Układ SI, właściwie Międzynarodowy Układ Jednostek Miar (fr. Système international d’unités, SI) – znormalizowany układ jednostek miar zatwierdzony w 1960 (później modyfikowany) przez Generalną Konferencję Miar na XI Generalnej Konferencji Miar. Jest stworzony w oparciu o metryczny system miar. Jednostki w układzie SI dzielą się na podstawowe i pochodne.
Układ SI został oficjalnie przyjęty przez wszystkie państwa świata z wyjątkiem Stanów Zjednoczonych, Liberii i Mjanmy (Birmy); w Polsce układ SI obowiązuje od 31.12.1966 r.

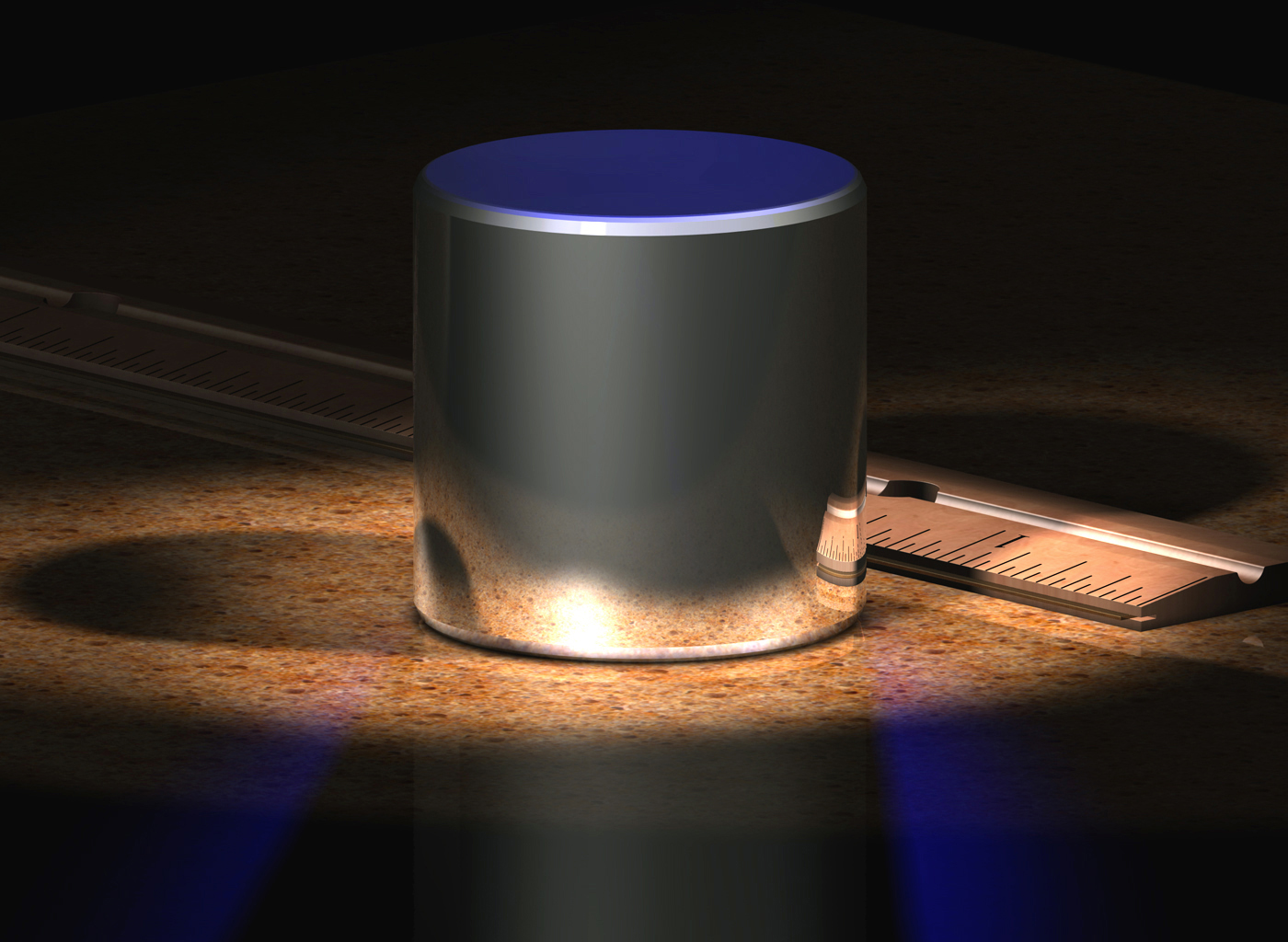
Wzorzec kilograma
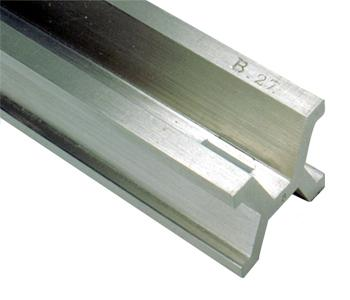
Wzorzec metra (numer 27, jest w USA)

## Historia

Daty przyjęcia systemu metrycznego przez poszczególne państwa.

Państwa, które oficjalnie przyjęły system metryczny (zielony)

W 1791 r. we Francji przyjęto definicję metra jako {\displaystyle {\tfrac {1}{10\ 000\ 000}}} długości mierzonej wzdłuż południka paryskiego od równika do bieguna. Rok później przyjęto nazwy „metr”, „ar”, „litr” oraz „graw” (jako jednostkę masy). Od XIX wieku używany był układ MKS, w którym jednostkami podstawowymi były: metr, kilogram i sekunda. W 1954 roku jako jednostki podstawowe uznane zostały również: amper, kelwin, kandela. Międzynarodowy Układ Jednostek Miar został zatwierdzony na XI Generalnej Konferencji Miar w 1960 roku. Po obradach XIV Generalnej Konferencji Miar w 1971 r. do klasy jednostek podstawowych został włączony mol określający liczność materii. Natomiast na XX Konferencji, w październiku 1995 roku, do klasy jednostek pochodnych włączono jednostki radian i steradian, występujące dotychczas jako jednostki uzupełniające.

## Jednostki podstawowe
Obecnie układ SI zawiera 7 jednostek podstawowych.
| Nazwa    | Symbol | Mierzona wielkość | Obecna definicja | Historyczne pochodzenie / uzasadnienie |
| -------- | ------ | ----------------- | --- | --- |
| metr     | m      | długość           | „metr, oznaczenie m, jest to jednostka SI długości. Jest ona zdefiniowana poprzez przyjęcie ustalonej wartości liczbowej prędkości światła w próżni c, wynoszącej 299 792 458, wyrażonej w jednostce m s−1, przy czym sekunda zdefiniowana jest za pomocą częstotliwości cezowej ΔνCs” XXVI CGPM (2018) | {\displaystyle {\tfrac {1}{10\ 000\ 000}}} długości mierzonej wzdłuż południka paryskiego od równika do bieguna. |
| kilogram | kg     | masa              | „kilogram, oznaczenie kg, jest to jednostka SI masy. Jest ona zdefiniowana poprzez przyjęcie ustalonej wartości liczbowej stałej Plancka h, wynoszącej 6,626 070 15x10−34, wyrażonej w jednostce J s, która jest równa kg m² s−1, przy czym metr i sekunda zdefiniowane są za pomocą c i ΔνCs” XXVI CGPM (2018) | Masa jednego litra wody. Litr to {\displaystyle {\tfrac {1}{1000}}} metra sześciennego. |
| sekunda  | s      | czas              | „sekunda, oznaczenie s, jest to jednostka SI czasu. Jest ona zdefiniowana poprzez przyjęcie ustalonej wartości liczbowej częstotliwości cezowej ΔνCs, to jest częstotliwości nadsubtelnego przejścia w atomach cezu 133 w niezaburzonym stanie podstawowym, wynoszącej 9192631770, wyrażonej w jednostce Hz, która jest równa s−1” XXVI CGPM (2018) | Doba dzieli się na 24 godziny, każda godzina na 60 minut, a każda minuta na 60 sekund. Sekunda to {\displaystyle {\tfrac {1}{24\times 60\times 60}}} doby                                                                     |
| amper    | A      | prąd elektryczny  | „amper, oznaczenie A, jest to jednostka SI prądu elektrycznego. Jest ona zdefiniowana poprzez przyjęcie ustalonej wartości liczbowej ładunku elementarnego e, wynoszącej 1,602176634×10−19, wyrażonej w jednostce C, która jest równa A s, gdzie sekunda zdefiniowana jest za pomocą ΔνCs” XXVI CGPM (2018) | Oryginalny „Międzynarodowy Amper” był zdefiniowany elektrochemicznie jako prąd potrzebny do wytrącenia 1,118 miligrama srebra na sekundę z roztworu azotanu srebra. W porównaniu do obecnej definicji, różnica wynosi 0,015%. |
| kelwin   | K      | temperatura       | „kelwin, oznaczenie K, jest to jednostka SI temperatury termodynamicznej. Jest ona zdefiniowana poprzez przyjęcie ustalonej wartości liczbowej stałej Boltzmanna k, wynoszącej 1,380 649×10−23, wyrażonej w jednostce J K−1, która jest równa kg m2s−2K−1, gdzie kilogram, metr i sekunda zdefiniowane są za pomocą h, c i ΔνCs” XXVI CGPM (2018) | Skala Celsjusza: skala Kelvina opiera się na skali Celsjusza, lecz jest skalą termodynamiczną (0 K to zero bezwzględne). |
| mol      | mol    | liczność materii  | „mol, oznaczenie mol, jest to jednostka SI ilości substancji. Jeden mol zawiera dokładnie 6,022 140 76×1023 obiektów elementarnych. Liczba ta odpowiada ustalonej wartości liczbowej – liczbie Avogadra. Gdy wyrażona jest w jednostce mol−1 jest nazywana stałą Avogadra, NA. Mol, symbol n, jest miarą ilości substancji, czyli jest miarą liczby obiektów elementarnych danego rodzaju. Obiektem elementarnym mogą być atom, cząsteczka, jon, elektron, każda inna cząstka lub określona grupa cząstek.” XXVI CGPM (2018) | |
| kandela  | cd     | światłość         | „kandela, oznaczenie cd, jest to jednostka SI światłości w określonym kierunku. Jest ona zdefiniowana poprzez przyjęcie ustalonej wartości liczbowej skuteczności świetlnej monochromatycznego promieniowania o częstotliwości 540×1012 Hz, Kcd, wynoszącej 683, wyrażonej w jednostce lmW−1, która jest równa cd sr W−1lub cd sr kg−1m−2s3, gdzie kilogram, metr i sekunda są zdefiniowane za pomocą h, c i ΔνCs” XXVI CGPM (2018)                                                                                          | Wcześniejszą jednostką światłości była świeca. |

## Zależności między jednostkami
Zależności między podstawowymi jednostkami układu SI obrazuje poniższy graf:

## Jednostki pochodne układu SI
Jednostkami pochodnymi nazywa się wszystkie pozostałe jednostki wielkości fizycznych, zarówno te mające własne nazwy jak np. wat (W) czy dioptria, jak i te, które ich nie mają i są wyrażane za pomocą jednostek podstawowych, np. przyspieszenie nie ma swojej nazwy jednostki i wyrażane jest za pomocą metra i sekundy
{\displaystyle {\frac {\text{m}}{{\text{s}}^{2}}}}

## Przedrostki układu SI
Przedrostki układu SI przyjęte oficjalnie na XI Generalnej Konferencji Miar w 1960 roku są nazwami (prefiksami) dla przeliczników dziesiętnych jednostek. Poza kilogramem wszystkie jednostki podstawowe nie są spotęgowane i nie mają przedrostków.

## Inne układy jednostek miar
- CGS
- MKS
- MKSA
- MTS
- ciężarowy